# 艾原道
艾原道（英語：Sylvester Joseph Espelage；1877年3月24日—1940年10月25日），是天主教美國籍主教及方濟會會士。曾任武昌宗座監牧區宗座監牧（1925－1940年）。

## 生平
艾原道出生於1877年3月24日，美國俄亥俄州漢密爾頓縣的縣府辛辛那提。艾原道在14歲時加入方濟會，1900年1月18日22歲時晉鐸。1900年2月，被委派至堪薩斯州的東部萊昂縣恩波里亞，服務耶穌聖心堂。後來又返回辛辛那提，擔任聖額我略堂區主任司鐸。
1905年初，艾原道前往中國武昌傳教，並被委派在文學書院擔任老教。1908年初，赴湖湖北東部地區農村傳教。1910年調任至漢口聖若瑟堂，擔任湖北東境宗座代牧區主教公署主任。1913年返回美國，但在第一次世界大戰爆發後，又返到中國，提倡興辦教育，於武昌郎家巷創立文學中學，並擔任學校教務總監。
1925年7月17日，湖北東境宗座代牧區分出成立武昌宗座監牧區，艾原道被時任教宗庇護十一世
任命為首任武昌宗座監牧區宗座監牧。1926年初，艾原道回到美國參加芝加哥聖體大會
。1927年1月，艾原道出資，美籍德國何德美在漢北醫院創立育嬰堂，同年7月遷往花園山建立花園山育嬰堂。
1930年5月31日，武昌宗座監牧區升格為武昌宗座代牧區，艾原道升任宗座代牧。同年8月初，艾原道回美國辛辛那提，並於城外方濟會初學院避靜。9月17日在新墨西哥州聖菲聖方濟各聖殿主教座堂舉行晉牧典禮，由聖菲總教區總主教艾伯特·達傑主禮，長沙代牧翁明德主教和宜昌宗座代牧顧學德主教襄禮，濟南、西安、長沙等地方濟會代表參禮。
1940年10月25日，艾原道主教在中華民國湖北省武昌聖若瑟醫院去世，享年63歲。後被安葬於武昌蛇山。1954年，將艾主教遺體遷移，埋葬於武昌教區主教公署院內（即今中南神哲學院）。